# Chris Huffins
Chris Huffins (ur. 15 kwietnia 1970) – amerykański lekkoatleta, dziesięcioboista, dwukrotny olimpijczyk (1996, 2000), w tym medalista igrzysk z Sydney.

## Osiągnięcia
- srebro igrzysk dobrej woli (Nowy Jork 1998)
- złoty medal Igrzysk Panamerykańskich (Winnipeg 1999)
- brąz podczas Mistrzostw Świata w Lekkoatletyce (Sewilla 1999)
- brązowy medal Igrzysk olimpijskich (Sydney 2000)
- wielobojowy rekord świata w biegu na 100 metrów (10,22 s ustanowiony na igrzyskach olimpijskich w Atlancie w 1996)[potrzebny przypis]

## Rekordy życiowe
- Dziesięciobój lekkoatletyczny – 8694 pkt (1998)
- Siedmiobój lekkoatletyczny (hala) – 6128 (1997)